# Gracija Bilafer
Gracija Bilafer (Strp kod Risna, Boka kotorska, 6. lipnja 1899. – Zadar, 30. listopada 1981.), hrvatski pomorski gospodarstvenik, kapetan duge plovidbe

## Životopis
Rođen u Strpu. U rodnom Strpu završio pučku školu. U Kotoru i Dubrovniku pohađao je nautičku školu. Školovanje na nautičkoj školi počeo je u Kotoru, a završio u Dubrovniku. 1918. je godine položio ispit za poručnika trgovačke mornarice.
Dobio je ratni raspored 1. lipnja 1918. godine. Raspoređen je u Lagunsku flotilu. To je bila mornarička pješačka bojna u Trstu. Zapovjedništvo te postrojbe bilo je dijelom austro-ugarskih vojnih snaga koje su držale bojište na Soči. Službovao na pomoćnim brodovima, tegljačima, putničkim brodovima i pomoćnim topovnjačama. Zapovjednik na trima brodovima koji su plovili na dionicama Trst - Gradež - Lignano- Bovazana - Piave Vecchia - Tagliamento, prevozeći uglavnom vojnu opremu i ljudstvo. Ponekad su njegovi brodovi bili pratnja drugim brodovima ili teglili. Kad je Narodno vijeće u Zagrebu 19. listopada 1918. odbilo odbija carski manifest od 15. listopada te proglasilo svoju deklaraciju, Bilafer je tad bio poručnik korvete na dužnosti inspekcijskog časnika. 27. listopada oslobodio je sve ratne zarobljenike koji su radili kao lučki radnici u tršćanskoj luci (Srbe i Ruse) i naoružao ih je oružjem iz skladišta flotile. O tome je izvijestio Pokrajinsko narodno vijeće u Trstu, kojem se stavio na raspolaganje s pedesetak naoružanih ljudi za održavati red.
Padom Austro-Ugarske Monarhije preuzeo je kao mladi časnik zapovjedništvo militariziranog parobroda Frankopan (pomoćni krstaš) gdje je istaknuo hrvatsku zastavu. Bio je to prvi brod u Trstu pod hrvatskom zastavom. Nakon proglašenja Države SHS, 29. listopada 1918. je s tim brodom na čelu konvoja od ukupno četiri broda isplovio iz Trsta u Rijeku. Na krmi je istaknuo hrvatsku zastavu, a na jarbolima srpsku (pramčanom) i slovensku (krmenom). Kad je stigao u Rijeku, prijavio se mjesnom Narodnom vijeću, a posade brodova istom su tijelu položile prisegu. Bilaferov je brod Frankopan dočekao savezničku flotu. Poslije je sudjelovao u poslovima Narodnog vijeća Rijeke kad se preuzimalo civilnu i vojnu vlast od Mađara. Italija je uskoro okupirala Rijeku i na njegovom je brodu maknuta hrvatska zastava. Godine 1919. prešao je iz ratne u trgovačku mornaricu. Iz mornarice je prešao u prosvjetu te je predavao nautičku skupinu predmeta u Dubrovniku na Pomorskoj akademiji. Potkraj 1920-ih sa suprugom je odselio u Šibenik. U Drugom svjetskom ratu bio je lučki kapetan u Šibeniku, pa mobiliziran u vojarnu-skladište Minerska u kanalu sv. Ante. Cijeli je rat sudjelovao u hrvatskom pokretu otpora. Poslije drugog svjetskog rata odselio je iz Šibenika u Zadar gdj je aktivan u izgradnji zadarskog pomorskog gospodarstva. Bio je član Društva za unapređenje i proučavanje pomorstva. Pridonio je zadarskom ogranku tog društva kao njegov dugogodišnji tajnik. Jedan od osnivača Pomorske škole u Zadru, gdje je predavao. Osnovao i vodio havarijsku službu osiguranja. Višegodišnji voditelj područnog ureda Jugoregistra u Zadru. Dugo godina član savjeta Kotara Zadar i član potkomisije Izvršnog vijeća Sabora Narodne Republike Hrvatske (vlade) za pomorski promet i privredu.